# Collegio elettorale di Mazara del Vallo (Camera dei deputati)
Il collegio di Mazara del Vallo fu un collegio elettorale uninominale della Repubblica Italiana per l'elezione della Camera dei deputati. Apparteneva alla circoscrizione Sicilia 1 e fu utilizzato per eleggere un deputato nella XII, XIII e XIV legislatura.
Venne istituito nel 1993 con la cosiddetta Legge Mattarella (Legge n. 277, Nuove norme per l'elezione della Camera dei deputati), attuata in seguito al referendum abrogativo del 1993. La legge istituì per la Camera dei deputati e per il Senato della Repubblica un sistema di elezione misto, in parte maggioritario e in parte proporzionale. Il 75% dei parlamentari dell'assemblea veniva eletto in collegi uninominali tramite sistema maggioritario a turno unico; il restante 25% alla Camera veniva eletto tramite sistema proporzionale con liste bloccate.
Il collegio venne abolito insieme a tutti gli altri che costituivano la Camera con la promulgazione della legge elettorale successiva, la cosiddetta Legge Calderoli. Questa prevedeva un sistema proporzionale con premio di maggioranza, che alla Camera veniva attribuito a livello nazionale.

## Territorio
Il collegio di Mazara del Vallo era uno dei 41 collegi uninominali in cui era suddivisa la Sicilia e, come previsto dal D.Lgs. del 20 dicembre 1993 n. 536, era compreso nelle province di Agrigento e di Trapani e comprendeva i seguenti comuni: Campobello di Mazara, Castelvetrano, Mazara del Vallo, Montevago, Partanna e Santa Margherita di Belice.

## Eletti
| Elezione | Elezione | Deputato            | Partito                    |
| -------- | -------- | ------------------- | -------------------------- |
|          | 1994     | Mario Caruso        | Polo del Buon Governo (AN) |
|          | 1996     | Salvatore Giacalone | L'Ulivo                    |
|          | 2001     | Nicolò Cristaldi    | Casa delle Libertà (AN)    |

## Dati elettorali

### XII legislatura

#### Risultati proporzionale
| Coalizioni        | Coalizioni                       | Liste                                 | Liste                              | Voti   | %     |
| ----------------- | -------------------------------- | ------------------------------------- | ---------------------------------- | ------ | ----- |
|                   | Polo del Buon Governo            |                                       | Forza Italia                       | 17.467 | 29,28 |
|                   | Polo del Buon Governo            | Alleanza Nazionale                    | 8.958                              | 15,02  |       |
| Totale coalizione | Totale coalizione                | 26.425                                | 44,30                              |        |       |
|                   | Progressisti                     |                                       | Partito Democratico della Sinistra | 13.599 | 22,80 |
|                   | Progressisti                     | Movimento per la Democrazia - La Rete | 3.961                              | 6,64   |       |
|                   | Progressisti                     | Partito Socialista Italiano           | 2.134                              | 3,58   |       |
|                   | Progressisti                     | Federazione dei Verdi                 | 1.001                              | 1,68   |       |
|                   | Progressisti                     | Alleanza Democratica                  | 554                                | 0,93   |       |
| Totale coalizione | Totale coalizione                | 21.249                                | 35,63                              |        |       |
|                   | Patto per l'Italia               |                                       | Patto Segni                        | 4.561  | 7,65  |
|                   | Patto per l'Italia               | Partito Popolare Italiano             | 4.263                              | 7,15   |       |
| Totale coalizione | Totale coalizione                | 8.824                                 | 14,80                              |        |       |
|                   | Lista Pannella                   | Lista Pannella                        | Lista Pannella                     | 2.298  | 3,85  |
|                   | Solidarietà Occupazione Sviluppo | Solidarietà Occupazione Sviluppo      | Solidarietà Occupazione Sviluppo   | 422    | 0,71  |
|                   | Socialdemocrazia                 | Socialdemocrazia                      | Socialdemocrazia                   | 290    | 0,49  |
|                   | Mediterraneo                     | Mediterraneo                          | Mediterraneo                       | 144    | 0,24  |
| Totale            | Totale                           | Totale                                | Totale                             | 59.652 |       |

#### Risultati uninominale
|                               | Mario Caruso ✔️ Eletto | Polo del Buon Governo (FI - AN - CCD - UDC - PLD) | 23 067 | 37,54 |  |  |  |  |  |
|                               | Francesco Fiordaliso   | Progressisti                                      | 18 912 | 30,78 |  |  |  |  |  |
|                               | Aldo Dolores           | Patto per l'Italia                                | 13 366 | 21,75 |  |  |  |  |  |
|                               | Giovanni Lentini       | Partito Socialista Italiano                       | 6 106  | 9,94  |  |  |  |  |  |
| Totale                        | Totale                 | Totale                                            | 61 451 | 100   |  |  |  |  |  |
|                               |                        |                                                   |        |       |  |  |  |  |  |
| Fonte: Ministero dell'interno |                        |                                                   |        |       |  |  |  |  |  |

### XIII legislatura

#### Risultati proporzionale
| Coalizioni        | Coalizioni                                 | Liste                                      | Liste                                      | Voti   | %     |
| ----------------- | ------------------------------------------ | ------------------------------------------ | ------------------------------------------ | ------ | ----- |
|                   | Polo per le Libertà                        |                                            | Forza Italia                               | 15.402 | 28,15 |
|                   | Polo per le Libertà                        | Alleanza Nazionale                         | 7.137                                      | 13,05  |       |
|                   | Polo per le Libertà                        | CCD-CDU                                    | 4.030                                      | 7,37   |       |
| Totale coalizione | Totale coalizione                          | 26.569                                     | 48,57                                      |        |       |
|                   | L'Ulivo                                    |                                            | Partito Democratico della Sinistra         | 11.401 | 20,84 |
|                   | L'Ulivo                                    | Popolari per Prodi (PPI-SVP-PRI-UD-Prodi)  | 2.787                                      | 5,09   |       |
|                   | L'Ulivo                                    | Rinnovamento Italiano                      | 2.034                                      | 3,72   |       |
|                   | L'Ulivo                                    | Federazione dei Verdi                      | 818                                        | 1,50   |       |
| Totale coalizione | Totale coalizione                          | 17.040                                     | 31,15                                      |        |       |
|                   | Progressisti                               |                                            | Rifondazione Comunista                     | 5.281  | 9,65  |
|                   | Lista Pannella - Sgarbi                    | Lista Pannella - Sgarbi                    | Lista Pannella - Sgarbi                    | 2.012  | 3,68  |
|                   | Federalisti Liberali                       | Federalisti Liberali                       | Federalisti Liberali                       | 1.647  | 3,01  |
|                   | Movimento Sociale Fiamma Tricolore         | Movimento Sociale Fiamma Tricolore         | Movimento Sociale Fiamma Tricolore         | 797    | 1,46  |
|                   | Noi Siciliani - Fronte Nazionale Siciliano | Noi Siciliani - Fronte Nazionale Siciliano | Noi Siciliani - Fronte Nazionale Siciliano | 704    | 1,29  |
|                   | Rinnovamento                               | Rinnovamento                               | Rinnovamento                               | 347    | 0,63  |
|                   | Partito Socialista                         | Partito Socialista                         | Partito Socialista                         | 310    | 0,57  |
| Totale            | Totale                                     | Totale                                     | Totale                                     | 54.707 |       |

#### Risultati uninominale
|                               | Salvatore Giacalone ✔️ Eletto | L'Ulivo              | 24 731 | 42,97 |  |  |  |  |  |
|                               | Mario Caruso                  | Polo per le Libertà  | 21 372 | 37,14 |  |  |  |  |  |
|                               | Giovanni Pompeo               | Federalisti Liberali | 10 953 | 19,03 |  |  |  |  |  |
|                               | Giovanni Parisi               | Rinnovamento         | 493    | 0,86  |  |  |  |  |  |
| Totale                        | Totale                        | Totale               | 57 549 | 100   |  |  |  |  |  |
|                               |                               |                      |        |       |  |  |  |  |  |
| Fonte: Ministero dell'interno |                               |                      |        |       |  |  |  |  |  |

### XIV legislatura

#### Risultati proporzionale
| Coalizioni        | Coalizioni              | Liste                   | Liste                                 | Voti   | %     |
| ----------------- | ----------------------- | ----------------------- | ------------------------------------- | ------ | ----- |
|                   | Casa delle Libertà      |                         | Forza Italia                          | 20.541 | 34,85 |
|                   | Casa delle Libertà      | Alleanza Nazionale      | 5.541                                 | 9,40   |       |
|                   | Casa delle Libertà      | CCD-CDU                 | 3.957                                 | 6,71   |       |
|                   | Casa delle Libertà      | Nuovo PSI               | 1.011                                 | 1,72   |       |
| Totale coalizione | Totale coalizione       | 31.050                  | 52,68                                 |        |       |
|                   | L'Ulivo                 |                         | La Margherita (Dem - PPI - RI- UDEUR) | 8.165  | 13,85 |
|                   | L'Ulivo                 | Democratici di Sinistra | 7.896                                 | 13,40  |       |
|                   | L'Ulivo                 | Il Girasole (FdV - SDI) | 995                                   | 1,69   |       |
|                   | L'Ulivo                 | Comunisti Italiani      | 918                                   | 1,56   |       |
| Totale coalizione | Totale coalizione       | 17.974                  | 30,50                                 |        |       |
|                   | Democrazia Europea      | Democrazia Europea      | Democrazia Europea                    | 3.794  | 6,44  |
|                   | Rifondazione Comunista  | Rifondazione Comunista  | Rifondazione Comunista                | 2.405  | 4,08  |
|                   | Lista Di Pietro         | Lista Di Pietro         | Lista Di Pietro                       | 2.240  | 3,80  |
|                   | Lista Pannella - Bonino | Lista Pannella - Bonino | Lista Pannella - Bonino               | 1.247  | 2,12  |
|                   | Paese Nuovo             | Paese Nuovo             | Paese Nuovo                           | 173    | 0,29  |
|                   | Abolizione scorporo     | Abolizione scorporo     | Abolizione scorporo                   | 58     | 0,10  |
| Totale            | Totale                  | Totale                  | Totale                                | 58.941 |       |

#### Risultati uninominale
|                               | Nicolò Cristaldi ✔️ Eletto | Casa delle Libertà | 27 568 | 44,40 |  |  |  |  |  |
|                               | Salvatore Giacalone        | L'Ulivo            | 23 614 | 38,03 |  |  |  |  |  |
|                               | Giuseppe Giammarinaro      | Democrazia Europea | 8 366  | 13,47 |  |  |  |  |  |
|                               | Nicolò Asaro               | Lista Di Pietro    | 1 638  | 2,64  |  |  |  |  |  |
|                               | Franco Candiloro           | Lista Emma Bonino  | 903    | 1,45  |  |  |  |  |  |
| Totale                        | Totale                     | Totale             | 62 089 | 100   |  |  |  |  |  |
|                               |                            |                    |        |       |  |  |  |  |  |
| Fonte: Ministero dell'interno |                            |                    |        |       |  |  |  |  |  |